# Centre de recherches conjoncturelles
Pour les articles homonymes, voir KOF.
Le Centre de recherches conjoncturelles (en allemand Konjunkturforschungsstelle, KOF) est un institut de recherche de l'École polytechnique fédérale de Zurich. Il publie régulièrement plusieurs indicateurs économiques dont notamment un baromètre conjoncturel et un indicateur de l'emploi en Suisse, ainsi qu'un indice de mondialisation KOF.

## Histoire
Le Centre de recherches conjoncturelles a été fondé en 1938 sous le nom de Société suisse pour la recherche économique. Jan-Egbert Sturm est son directeur en recherche économique actuel.